# Матвеевское (село, Кесовогорский район)
Матвеевское — село в Кесовогорском районе Тверской области. Входит в состав Стрелихинского сельского поселения. 

## География
Село находится на берегу речки Новосёлка в 19 км на юго-запад от райцентра посёлка Кесова Гора. На западе находится деревня Рябиновка, на востоке — центр сельского поселения деревня Стрелиха.
На юге расположено озеро Скорбеж, из которого вытекает река Яхрома.

## История
В 1832 году на Петропавловском погосте на западной окраине села была построена каменная Казанская церковь с 3 престолами, метрические книги с 1780 года. 
В конце XIX — начале XX века село являлось центром Матвеевской волости Кашинского уезда Тверской губернии. В 1889 году в селе — земская школа, трактир, мелочная лавка, ветряная мельница, маслобойня, пожарный сарай, ежегодная ярмарка в Петров день. 
С 1929 года село входило в состав Стрелихинского сельсовета Кесовогорского района Бежецкого округа Московской области, с 1935 года — в составе Калининской области, с 1994 года — в составе Стрелихинского сельского округа, с 2005 года — в составе Стрелихинского сельского поселения.

## Население
| 1859 | 1889 | 2002 | 2010 |
| ---- | ---- | ---- | ---- |
| 226  | ↘162 | ↘94  | ↘83  |

## Инфраструктура
В селе расположена Стрелихинская средняя общеобразовательная школа (действует с 1865 года).